# Dominique Raimbourg
 (juin 2012).
Pour les articles homonymes, voir Raimbourg.
Dominique Raimbourg, né le 28 avril 1950 à Boulogne-Billancourt, est un avocat et homme politique français.
Membre du Parti socialiste (PS), il est député de la quatrième circonscription de la Loire-Atlantique de 2001 à 2002 et de 2007 à 2017 et président de la commission des Lois de 2016 à 2017.

## Biographie

### Famille

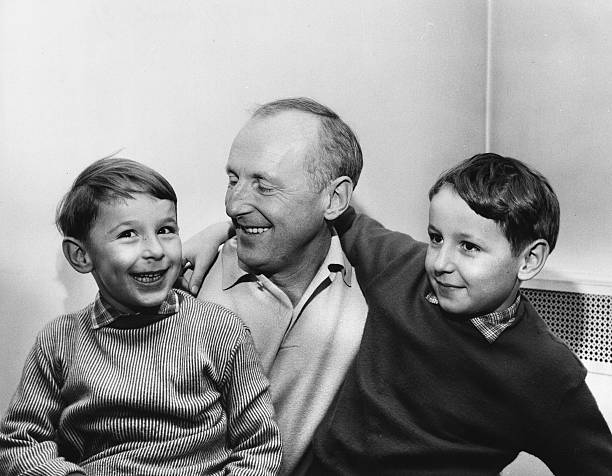
Bourvil avec ses fils Philippe et Dominique Raimbourg, en 1959.

Dominique Raimbourg est le fils de l'acteur et chanteur Bourvil, né André Raimbourg (1917-1970) et de son épouse née Jeanne Lefrique (1918-1985).
Son frère Philippe est professeur de finance à l'université Paris 1 Panthéon-Sorbonne et à l'ESCP Europe.

### Avocat
Après sa scolarité à l'école Pascal et au lycée Janson-de-Sailly, Dominique Raimbourg suit ses études à l'université Paris-Nanterre et à l'université Panthéon-Sorbonne.
Avocat de formation, il exerce en tant que pénaliste au barreau de Nantes. Au début des années 1970, il est membre de l'Alliance marxiste révolutionnaire, puis il est membre du Parti communiste de 1976 à 1981, avant de rejoindre le Parti socialiste.

### Élu local
Élu au conseil municipal de Nantes en mars 1989, il est adjoint au maire, délégué à la sécurité et à la tranquillité publiques, délégué du quartier Nantes Sud et conseiller communautaire de Nantes Métropole.

### Député
Suppléant de Jacques Floch, député socialiste de la quatrième circonscription de la Loire-Atlantique en 1997, il le remplace à l'Assemblée nationale lorsque ce dernier entre dans le gouvernement Lionel Jospin le 4 septembre 2001 en tant que secrétaire d'État aux anciens combattants.
Jacques Floch ne se représentant pas, Dominique Raimbourg est désigné par les militants candidat du PS pour les élections législatives de 2007. Il est élu député de la 4e circonscription de la Loire-Atlantique le 17 juin 2007 avec près de 65 % des suffrages.
À l'Assemblée nationale, il siège au sein du groupe SRC et est membre de la commission des Lois. À ce titre, il prend notamment part aux travaux parlementaires sur les projets de lois « peines planchers », « immigration », « rétention de sûreté », « contrôleur général des prisons », « réforme des institutions », « service minimum dans les écoles ».
Il est membre du groupe d'étude parlementaire sur les prisons et la condition carcérale. Ce groupe effectue un travail permanent de veille et de propositions sur la question des prisons, sur la base d'auditions et de visites d'établissements.
Il est désigné par les députés socialistes pour les représenter au sein de la commission de travail sur la réforme de l'ordonnance relative à l'enfance délinquante de 1945, mise en place par le ministère de la Justice. À l'issue du travail de cette commission, il publie une tribune dans le journal Le Monde qui contribue à une approche renouvelée, notamment à gauche, de cette question. Il prolonge cette démarche en mettant en place un groupe de travail avec la Fondation Jean-Jaurès, regroupant des parlementaires et des universitaires (sociologues, anthropologues, historiens, etc.) sur la thématique « Enfance - Enfance en danger - Enfance délinquante ». Ce travail donne lieu à une publication début 2011.
En mars 2008, il se présente comme tête de liste face au maire (NC) sortant de Saint-Sébastien-sur-Loire, Joël Guerriau, aux élections municipales. Sa liste d'Union de la Gauche (PS, Les Verts, PCF) n'obtient que 41,21 % des suffrages, un score inférieur à son score obtenu lors des élections législatives sur la commune (60,81 % des voix). Il siège comme chef de file de l'opposition municipale et comme conseiller communautaire de Nantes Métropole jusqu'en 2014.
À Nantes Métropole, il est notamment chargé de la politique d'accueil des populations roms, sujet qu'il suit également dans le cadre de ses travaux parlementaires. Il est notamment sollicité par le secrétariat d'État aux affaires européennes pour prendre part à un déplacement en Roumanie visant à renouveler les politiques de coopération entre les deux pays sur le sujet de la population roms. Par ailleurs, il est membre de la mission parlementaire (rassemblant la majorité et l'opposition) « gens du voyage », qui rend un rapport sur ce sujet fin 2010.
Pendant toute l'année 2010, il est le parlementaire de l'opposition associé au groupe de travail du ministère de la Justice préparant un projet de réforme du Code pénal et du Code de procédure pénale.
En novembre 2010, après un travail préparatoire ayant associé de nombreuses associations et organisations professionnelles, il dépose une proposition de loi visant à instaurer un mécanisme de prévention de la surpopulation carcérale. Cette proposition est refusée par la majorité.
Depuis septembre 2010, il est l'administrateur de l'Association nationale de la justice réparatrice. Cette structure propose de mettre en lien un auteur et une victime de crime ou de délit, dans l'objectif de lutter contre la récidive.
En juillet 2011, après avoir animé un groupe de travail réunissant des responsables politiques, des universitaires et praticiens de différentes professions sur les questions de jeunesse, il publie aux éditions de la Fondation Jean-Jaurès un essai intitulé L'Adolescence : un enjeu politique.
Le 10 juin 2012, il est réélu député de la quatrième circonscription de la Loire-Atlantique dès le premier tour avec 55,35 % des voix exprimées. Il est désigné, le 28 juin suivant, vice-président de la Commission des lois constitutionnelles, de la législation et de l'administration générale de la République, présidée par Jean-Jacques Urvoas. Il est juge titulaire de la Cour de justice de la République.
Le 23 janvier 2013, Dominique Raimbourg dépose avec son collègue UMP Sébastien Huyghe, un rapport d'information numéro 652 intitulé « sur les moyens de lutte contre la surpopulation carcérale ».
En 2014, il est rapporteur de la réforme pénale portée par la ministre de la Justice Christiane Taubira qui permet le recours à des peines alternatives à l'emprisonnement pour des délits passibles d'une peine de moins de cinq ans. À cette occasion, une polémique naît, après qu'un journaliste du Figaro lui impute une déclaration en conférence de presse selon laquelle « il y a des infractions sexuelles qui ne signalent pas un ancrage dans une délinquance particulière » comme « un oncle qui, à la fin d'un repas de famille un peu alcoolisé, a un geste déplacé envers sa nièce. » Dominique Raimbourg critique cette retranscription dénaturant à son sens totalement son propos, et plusieurs journalistes présents critiquent la version présentée par le journaliste du Figaro,.
En 2016, il devient président de la commission des lois et rapporteur de la réforme constitutionnelle de « protection de la Nation », après l’annonce de la nomination de Jean-Jacques Urvoas pour remplacer Christiane Taubira au ministère de la Justice,.
Après la victoire de Benoît Hamon à la primaire citoyenne de 2017, il est nommé responsable thématique « sécurité » de sa campagne présidentielle.
Lors du second tour de l'élection présidentielle de 2017, il appelle à voter en faveur d'Emmanuel Macron.
Candidat à un nouveau mandat de député lors des élections législatives de 2017, il est éliminé dès le premier tour en n'obtenant que 16,35 % des voix, devancé par les candidats de La République en marche ! et de La France insoumise.
Lors du second tour de l'élection présidentielle de 2022, il appelle une nouvelle fois à voter en faveur d'Emmanuel Macron.

### Réflexion sur la carte judiciaire
Dominique Raimbourg participe à l'élaboration du Livre blanc sur l'immobilier pénitentiaire et dont la conclusion est remise le 4 avril 2017 au garde des sceaux de l'époque, Jean-Jacques Urvoas,.
Dans le cadre des chantiers lancés par la ministre de la justice Nicole Belloubet, Philippe Houillon (Les Républicains) et Dominique Raimbourg sont missionnés par le premier ministre Édouard Philippe pour réfléchir sur la carte judiciaire, dans la préparation de la loi de programmation 2018-2022 et de réforme pour la justice.

### Signature d'une tribune contre le RN et appel au meurtre
Le 2 juillet 2024, pendant l'entre-deux-tours des élections législatives, qui ont vu le Rassemblement national réaliser un score historique, il cosigne avec 97 autres avocats une tribune contre ce dernier, ce qui lui vaut d'être inscrit sur une « liste (très partielle) d’avocats à éliminer », publiée le lendemain sur le site d'extrême droite reseau-libre.org,.

### Vie privée
Dominique Raimbourg est père de deux enfants.

### Décoration
- Chevalier de la Légion d'honneur (31 décembre 2017)

## Mandats

### Député
- 4 octobre 2001 - 18 juin 2002 : député de la quatrième circonscription de la Loire-Atlantique
- 20 juin 2007 - 20 juin 2017 : député de la quatrième circonscription de la Loire-Atlantique

### Conseiller municipal
- 17 mars 1989 - 18 juin 1995 : membre du conseil municipal de Nantes (281 800 hab[25].), Loire-Atlantique.
- 18 juin 1995 - 19 mars 2001 : adjoint au maire de Nantes.
- 19 mars 2001 - 9 mars 2008 : adjoint au maire de Nantes délégué à la sécurité et à la tranquillité publique, délégué du quartier Nantes Sud (Saint-Jacques/Sèvre).
- 9 mars 2008 - 29 mars 2014 : conseiller municipal de Saint-Sébastien-sur-Loire (26 000 hab.).

### Mandats intercommunaux
- 2001-2014 : conseiller communautaire de Nantes Métropole

## Publications
- Prison : le choix de la raison, coécrit avec Stéphane Jacquot, Economica, novembre 2015  (ISBN 2-7178-6834-8)

### Les notes de la Fondation Jean-Jaurès
- Première approche de la réforme de l'ordonnance de 1945. (2009)
- Conditionner la réforme du droit pénal des mineurs. (2009)
- Procédure pénale : Encore un effort pour faire une vraie réforme. (2009)
- La garde à vue : chronique de difficultés annoncées. (2011)